# MTN Cycling/2009
Deze pagina geeft een overzicht van de MTN Cycling Team-wielerploeg in 2009. 

## Algemene gegevens
Sponsors: MTN
Algemeen manager: Douglas Ryder
Ploegleider(s): Kandice Buys, Shane King
Fietsen: Raleigh

## Renners
| Naam                  | Geboortedatum | Nationaliteit | Ploeg 2008            |
| --------------------- | ------------- | ------------- | --------------------- |
| Nathan Byukusenge     | 08-08-1980    | Rwanda        | Neo                   |
| Hichem Chaabane       | 10-08-1988    | Algerije      | Konica Minolta-Bizhub |
| Kevin Evans           | 06-06-1978    | Zuid-Afrika   |                       |
| David-Harold George   | 23-02-1976    | Zuid-Afrika   |                       |
| Ian McLeod            | 03-10-1980    | Zuid-Afrika   |                       |
| Trust Munanganda      | 02-03-1983    | Zambia        | Neo                   |
| Jupiter Nameembo      | 23-01-1983    | Zambia        | Neo                   |
| Adrien Niyonshuti     | 02-02-1987    | Rwanda        | Neo                   |
| Bradley Potgieter     | 11-05-1989    | Zuid-Afrika   |                       |
| Sven Teutenberg       | 18-08-1972    | Duitsland     | Geen ploeg            |
| Jay Robert Thomson    | 12-04-1986    | Zuid-Afrika   |                       |
| Christoff Van Heerden | 13-01-1985    | Zuid-Afrika   | Konica Minolta-Bizhub |
| Juan Van Heerden      | 24-09-1986    | Zuid-Afrika   |                       |

## Overwinningen
Nationale kampioenschappen wielrennen
Zuid-Afrika tijdrit: David-Harold George
Afrikaanse kampioenschappen wielrennen
Ploegentijdrit: Ian McLeod, Jay Robert Thomson, Christoff Van Heerden
Individuele tijdrit: Jay Robert Thomson
Wegrit: Ian McLeod
2007 · 2008 · 2009 · 2010 · 2011 · 2012 · 2013 · 2014 · 2015 · 2016 · 2017 · 2018 · 2019 · 2020 · 2021